# Ivo Pinto
Ivo Daniel Ferreira Mendonça Pinto, född 7 januari 1990 i Lourosa, är en portugisisk fotbollsspelare som spelar för Rio Ave, på lån från Dinamo Zagreb.